# Campeonato Africano de Voleibol Femenino Sub-18 de 2011
La IX edición del Campeonato Africano de Voleibol Femenino Sub-18 se llevó a cabo en Egipto del 31 al 4 de abril. Los equipos nacionales compitieron por dos cupos para el Campeonato Mundial de Voleibol Femenino Sub-18 de 2011 a realizarse en Turquía.  

## Equipos participantes
- Argelia
- Egipto
- Túnez

## Grupo

### Resultados
| Fecha    | Encuentro        | Resultado | Set   | Set   | Set   | Set   | Set   | Puntuación total |
| Fecha    | Encuentro        | Resultado | 1     | 2     | 3     | 4     | 5     | Puntuación total |
| -------- | ---------------- | --------- | ----- | ----- | ----- | ----- | ----- | ---------------- |
| 02-04-11 | Egipto - Argelia | 3-2       | 21-25 | 21-25 | 25-17 | 25-19 | 16-14 | 108-100          |
| 03-04-11 | Argelia - Túnez  | 3-1       | 20-25 | 26-24 | 25-23 | 25-23 |       | 96-95            |
| 04-04-11 | Túnez - Egipto   | 0-3       | 13-25 | 17-25 | 11-25 |       |       | 41-75            |

### Clasificación
| Pos | Equipo  | PJ | PG | PP | SG | SP | PTS |
| --- | ------- | -- | -- | -- | -- | -- | --- |
| 1   | Egipto  | 2  | 2  | 0  | 6  | 2  | 5   |
| 2   | Argelia | 2  | 1  | 1  | 5  | 4  | 4   |
| 3   | Túnez   | 2  | 0  | 2  | 1  | 6  | 0   |

| Predecesor: Egipto 2010 | Campeonato Africano de Voleibol Femenino Sub-20 Egipto 2011 | Sucesor: Egipto 2013 |